# Ulica Wileńska w Warszawie
Ulica Wileńska – ulica w dzielnicy Praga-Północ w Warszawie.

## Historia
Ulica powstała ok. 1860 w związku z założeniem Nowej Pragi. Nazwa ulicy nawiązuje do Wilna, do którego odchodziły pociągi z wybudowanego w 1865 przy ulicy Dworca Petersburskiego. Pierwotnie przecinała ul. Szwedzką i kończyła się ślepo przy Warszawskiej Fabryce Stali.
W 1908 ul. Wileńską i dalej ulicami Konopacką i Stalową  pojechały tramwaje elektryczne.
W okresie międzywojennym planowano przedłużenie ulicy od ulicy Szwedzkiej na wschód, do projektowanej obwodnicy, jednak do realizacji projektu nie doszło. W kamienicy nr 11 mieścił się XIV komisariat Policji Państwowej.
Zabudowa ulicy, poza dwoma budynkami, przetrwała II wojnę światową. W lipcu 1945 ulicą ponownie pojechały tramwaje, jednak w 1950, przy przekuwaniu torów z szerokiego na normalny rozstaw, przeniesiono je z ulic Wileńskiej i Konopackiej na ulice Targową i 11 Listopada.
Po 1949 planowaną funkcję komunikacyjną ulicy przejęła równoległa trasa W-Z (al. gen. Karola Świerczewskiego, od 1991 roku al. „Solidarności”), łącząca się na wschodzie z ulicą Radzymińską.

## Ważniejsze obiekty
- Ul. Wileńska 1 – dom mieszczący w okresie międzywojennym sklep fabryczny zakładów cukierniczych „Fuchsa”[9].
- Ul. Wileńska 2/4 – część obiektów wchodzących w skład kompleksu budynków b. Dyrekcji Kolei Państwowych.
- Ul. Wileńska 7 – budynek z lat 1890–1910, w okresie powojennym mieszczący Drukarnię Miejską.
- Ul. Wileńska 9 – kamienica z końca XIX w. (1875–1900), w której mieścił się komisariat XII cyrkułu carskiej policji, w okresie międzywojennym XIV komisariat policji państwowej, 26 marca 1905 nieudanego zamachu na ten komisariat dokonał Stefan Okrzeja.
- Ul. Wileńska 13 – kamienica Arona Balfisza z 1890, w której mieściła się pierwsza powojenna siedziba ambasady ZSRR (1945–1946).
- Ul. Wileńska 14a – b. siedziba centrali spółki Przewozy Regionalne.
- Ul. Wileńska 47 – grób Rozalii Zamoyskiej z 1795[10].
- Ul. Wileńska 69 – dawny Dom Pracy dla Chłopców im. J. i W. Mańkowskich[11]

## Obiekty nieistniejące
- Parowozownia z 1860 (nr 14), najstarszy na terenie Warszawy obiekt architektury kolejowej, zburzony w 2009[12].